# Rajdowe Samochodowe Mistrzostwa Polski 1995
Ten artykuł dotyczy sezonu 1995 Rajdowych Samochodowych Mistrzostw Polski.

## Kalendarz
| Runda | Data          | Rajd                | Baza         | Nawierzchnia  | Dod. kat. |        |
| ----- | ------------- | ------------------- | ------------ | ------------- | --------- | ------ |
| 1     | 21.04 – 22.04 | 20. Rajd Krakowski  |              | asfalt/szuter | RMS       | Wyniki |
| 2     | 1.05 – 3.05   | 21. Rajd Kormoran   | Olsztyn      | szuter        |           | Wyniki |
| 3     | 19.05 – 20.05 | 23. Rajd Elmot      | Świdnica     | asfalt        |           | Wyniki |
| 4     | 8.06 – 10.06  | 52. Rajd Polski     | Wrocław      | asfalt        | ERC 20    | Wyniki |
| 5     | 29.06 – 1.07  | 15. Rajd Karkonoski | Jelenia Góra | asfalt        | ERC C2    | Wyniki |
| 6     | 4.08 – 5.08   | Castrol Gemer Rally | Dobszyna     | asfalt/szuter | RMS       | Wyniki |
| 7     | 22.09 – 23.09 | 43. Rajd Wisły      | Katowice     | asfalt        |           | Wyniki |

## Klasyfikacje

### Klasyfikacja generalna kierowców
W klasyfikacji uwzględniane są tylko wyniki kierowców zgłoszonych do RSMP. Do klasyfikacji wliczanych było 5 z 7 najlepszych wyników. Pogrubioną czcionką wyróżniono zdobywców tytułów Mistrzów i Wicemistrzów Polski.
| Poz. | Kierowca                                           | KRA | KOR | ELM | POL | KAR | GEM | WIS | Suma punktów |
| ---- | -------------------------------------------------- | --- | --- | --- | --- | --- | --- | --- | ------------ |
| 1    | Krzysztof Hołowczyc                                | 2   | 1   | 2   | 1   | (2) | 1   | NU  | 90           |
| 2    | Paweł Przybylski                                   | 1   | 2   | 1   | 2   |     |     |     | 70           |
| 3    | Robert Herba                                       | 3   | 3   | (5) | 4   | (5) | 4   | 2   | 59           |
| 4    | Waldemar Doskocz                                   | NU  | NU  | 3   | 5   | 3   | 3   | 3   | 56           |
| 5    | Bogdan Herink                                      | NU  | NU  | NU  | 3   | 1   | 2   | NU  | 47           |
| 6    | Wiesław Stec                                       | 5   | 4   | 4   | 6   | NU  | 5   | 13  | 42           |
| 7    | Andrzej Chojnacki                                  | 4   |     |     | 7   | 4   |     |     | 24           |
| 8    | Robert Gryczyński                                  |     |     |     | NU  |     |     | 1   | 20           |
| 8    | Janusz Kulig                                       | 8   | 9   | NU  | 11  | 8   | 7   | 5   | 20           |
| 10   | Romuald Chałas                                     | 6   | 5   | 9   | NU  | 25  |     | NU  | 16           |
| 10   | Andrzej Koper                                      |     |     | 8   | 10  | 6   |     | 6   | 16           |
| 12   | Cezary Fuchs                                       |     |     |     | 12  | 9   |     | 4   | 12           |
| 12   | Robert Kępka                                       | NU  | 6   | NU  | NU  | NU  | 6   | NU  | 12           |
| 12   | Zenon Sawicki                                      | 7   |     | 7   | 14  | 11  |     | 7   | 12           |
| 15   | Michał Rej                                         | 12  | 10  | 14  | 15  | 7   | 8   | 10  | 9            |
| 16   | Andrzej Buziuk                                     |     |     | 6   | NU  |     |     |     | 6            |
| 17   | Bartłomiej Baniowski                               | NU  | 6   |     | NU  | NU  |     | 15  | 4            |
| 18   | Bartłomiej Baniowski                               | NU  | 6   |     | NU  | NU  |     | 15  | 4            |
| 19   | Marek Sadowski                                     |     | NU  |     | 8   |     |     |     | 3            |
| 19   | Piotr Świeboda                                     | NU  | 8   | NU  | NU  | NU  | 18  | 13  | 3            |
| 19   | Adam Magaczewski                                   | NU  |     | 20  | NU  | NU  |     | 8   | 3            |
| 22   | Krzysztof Wołkowyski                               | 9   | 11  |     | NU  | NU  |     | NU  | 2            |
| 22   | Piotr Kufrej                                       | NU  |     |     | 9   |     |     | NU  | 2            |
| 22   | Waldemar Malinowski                                | 13  | 12  | 16  | 18  | 17  | 9   | NU  | 2            |
| 22   | Lech Koraszewski                                   |     |     |     |     |     |     | 9   | 2            |
| 26   | Piotr Cekiera                                      | 11  |     | 11  | 17  | 13  | 10  | 17  | 1            |
| 26   | Włodzimierz Skrodzki                               | 15  |     | 12  | 16  | 10  |     | NU  | 1            |
| 26   | Jerzy Dyszy                                        |     | 14  | 10  | NU  | NU  | NU  | NU  | 1            |
| 26   | Wojciech Nosalik                                   | 10  | 13  | 17  | 19  |     |     |     | 1            |
|      | Klucz punktacji: 20-15-12-10-8-6-4-3-2-1           |     |     |     |     |     |     |     |              |
|      | Oznaczenia: NU – nie ukończył DK – dyskwalifikacja |     |     |     |     |     |     |     |              |

| Poz. | Kierowca                                           | KRA | KOR | ELM | POL | KAR | GEM | WIS | Suma punktów |
| ---- | -------------------------------------------------- | --- | --- | --- | --- | --- | --- | --- | ------------ |
| 1    | Robert Herba                                       | 1   | 1   | 2   | 1   | (2) | 1   |     | 42           |
| 2    | Wiesław Stec                                       | 3   | 2   | 1   | 2   |     | 2   | (4) | 31           |
| 3    | Andrzej Chojnacki                                  | 2   |     |     | 3   | 1   |     |     | 19           |
| 4    | Michał Rej                                         | 8   | 6   | 10  | 10  | 4   | 4   | 2   | 13           |
| 5    | Cezary Fuchs                                       |     |     |     | 8   | 6   |     | 1   | 10           |
| 5    | Janusz Kulig                                       | 5   | 5   | NU  | 9   | 5   | 3   |     | 10           |
|      | Klucz punktacji: 9-6-4-3-2-1                       |     |     |     |     |     |     |     |              |
|      | Oznaczenia: NU – nie ukończył DK – dyskwalifikacja |     |     |     |     |     |     |     |              |

| Kolor     | Opis                   |
| --------- | ---------------------- |
| Złoty     | Zwycięzca              |
| Srebrny   | 2. miejsce             |
| Brązowy   | 3. miejsce             |
| Zielony   | Punktowane miejsce     |
| Niebieski | Ukończył nie punktował |
| Fioletowy | Nie ukończył NU        |
| Czarny    | Wykluczony X           |
| Biały     | Nie wystartował NW     |
| Puste     | Nie brał udziału       |

| Poz. | Kierowca                                           | KRA | KOR | ELM | POL | KAR | GEM | WIS | Suma punktów |
| ---- | -------------------------------------------------- | --- | --- | --- | --- | --- | --- | --- | ------------ |
| 1    | Krzysztof Hołowczyc                                | 2   | 1   | 2   | 1   | (2) | 1   | NU  | 90           |
| 2    | Paweł Przybylski                                   | 1   | 2   | 1   | 2   |     |     |     | 70           |
| 3    | Robert Herba                                       | 3   | 3   | (5) | 4   | (5) | 4   | 2   | 59           |
| 4    | Waldemar Doskocz                                   | NU  | NU  | 3   | 5   | 3   | 3   | 3   | 56           |
| 5    | Bogdan Herink                                      | NU  | NU  | NU  | 3   | 1   | 2   | NU  | 47           |
| 6    | Wiesław Stec                                       | 5   | 4   | 4   | 6   | NU  | 5   | 13  | 42           |
| 7    | Andrzej Chojnacki                                  | 4   |     |     | 7   | 4   |     |     | 24           |
| 8    | Robert Gryczyński                                  |     |     |     | NU  |     |     | 1   | 20           |
| 8    | Janusz Kulig                                       | 8   | 9   | NU  | 11  | 8   | 7   | 5   | 20           |
| 10   | Romuald Chałas                                     | 6   | 5   | 9   | NU  | 25  |     | NU  | 16           |
| 10   | Andrzej Koper                                      |     |     | 8   | 10  | 6   |     | 6   | 16           |
| 12   | Cezary Fuchs                                       |     |     |     | 12  | 9   |     | 4   | 12           |
| 12   | Robert Kępka                                       | NU  | 6   | NU  | NU  | NU  | 6   | NU  | 12           |
| 12   | Zenon Sawicki                                      | 7   |     | 7   | 14  | 11  |     | 7   | 12           |
| 15   | Michał Rej                                         | 12  | 10  | 14  | 15  | 7   | 8   | 10  | 9            |
| 16   | Andrzej Buziuk                                     |     |     | 6   | NU  |     |     |     | 6            |
| 17   | Bartłomiej Baniowski                               | NU  | 6   |     | NU  | NU  |     | 15  | 4            |
| 18   | Bartłomiej Baniowski                               | NU  | 6   |     | NU  | NU  |     | 15  | 4            |
| 19   | Marek Sadowski                                     |     | NU  |     | 8   |     |     |     | 3            |
| 19   | Piotr Świeboda                                     | NU  | 8   | NU  | NU  | NU  | 18  | 13  | 3            |
| 19   | Adam Magaczewski                                   | NU  |     | 20  | NU  | NU  |     | 8   | 3            |
| 22   | Krzysztof Wołkowyski                               | 9   | 11  |     | NU  | NU  |     | NU  | 2            |
| 22   | Piotr Kufrej                                       | NU  |     |     | 9   |     |     | NU  | 2            |
| 22   | Waldemar Malinowski                                | 13  | 12  | 16  | 18  | 17  | 9   | NU  | 2            |
| 22   | Lech Koraszewski                                   |     |     |     |     |     |     | 9   | 2            |
| 26   | Piotr Cekiera                                      | 11  |     | 11  | 17  | 13  | 10  | 17  | 1            |
| 26   | Włodzimierz Skrodzki                               | 15  |     | 12  | 16  | 10  |     | NU  | 1            |
| 26   | Jerzy Dyszy                                        |     | 14  | 10  | NU  | NU  | NU  | NU  | 1            |
| 26   | Wojciech Nosalik                                   | 10  | 13  | 17  | 19  |     |     |     | 1            |
|      | Klucz punktacji: 20-15-12-10-8-6-4-3-2-1           |     |     |     |     |     |     |     |              |
|      | Oznaczenia: NU – nie ukończył DK – dyskwalifikacja |     |     |     |     |     |     |     |              |

| Poz. | Kierowca                                           | KRA | KOR | ELM | POL | KAR | GEM | WIS | Suma punktów |
| ---- | -------------------------------------------------- | --- | --- | --- | --- | --- | --- | --- | ------------ |
| 1    | Robert Herba                                       | 1   | 1   | 2   | 1   | (2) | 1   |     | 42           |
| 2    | Wiesław Stec                                       | 3   | 2   | 1   | 2   |     | 2   | (4) | 31           |
| 3    | Andrzej Chojnacki                                  | 2   |     |     | 3   | 1   |     |     | 19           |
| 4    | Michał Rej                                         | 8   | 6   | 10  | 10  | 4   | 4   | 2   | 13           |
| 5    | Cezary Fuchs                                       |     |     |     | 8   | 6   |     | 1   | 10           |
| 5    | Janusz Kulig                                       | 5   | 5   | NU  | 9   | 5   | 3   |     | 10           |
|      | Klucz punktacji: 9-6-4-3-2-1                       |     |     |     |     |     |     |     |              |
|      | Oznaczenia: NU – nie ukończył DK – dyskwalifikacja |     |     |     |     |     |     |     |              |

| Kolor     | Opis                   |
| --------- | ---------------------- |
| Złoty     | Zwycięzca              |
| Srebrny   | 2. miejsce             |
| Brązowy   | 3. miejsce             |
| Zielony   | Punktowane miejsce     |
| Niebieski | Ukończył nie punktował |
| Fioletowy | Nie ukończył NU        |
| Czarny    | Wykluczony X           |
| Biały     | Nie wystartował NW     |
| Puste     | Nie brał udziału       |

### Formuła 2[1]
Formuła 2 – Samochody gr. A lub N z napędem na jedną oś, o pojemności skokowej silnika do 2000 cm3, bez turbodoładowania. Do kategorii tej zaliczano też tzw. "kit cars". Punkty w grupie F2 przyznawano za 6 pierwszych miejsc według systemu: 9-6-4-3-2-1.
| Msc | Kierowca         | Samochód                                | Punkty |
| --- | ---------------- | --------------------------------------- | ------ |
| 1   | Waldemar Doskocz | Renault Clio Williams                   | 36     |
| 2   | Bogdan Herink    | Renault Clio Maxi/Renault Clio Williams | 27     |
| 3   | Janusz Kulig     | Opel Kadett GSi 16V                     | 26     |

### Klasa A-8[1]
Klasa A-8 – powyżej 2000 cm3
| Msc | Kierowca            | Samochód                               | Punkty |
| --- | ------------------- | -------------------------------------- | ------ |
| 1   | Krzysztof Hołowczyc | Toyota Celica 4WD                      | 27     |
| 2   | Paweł Przybylski    | Ford Escort RS Cosworth                | 24     |
| 3   | Zenon Sawicki       | Ford Sierra Cosworth 4x4 / RS Cosworth | 18     |

### Klasa A-7[1]
Klasa A-7 – do 2000 cm3
| Msc | Kierowca            | Samochód                | Punkty |
| --- | ------------------- | ----------------------- | ------ |
| 1   | Wojciech Nosalik    | Volkswagen Golf GTi 16V | 25     |
| 2   | Waldemar Doskocz    | Renault Clio Williams   | 24     |
| 3   | Jerzy Wierzbołowski | Volkswagen Golf GTi 16V | 10     |

### Klasa A-6[1]
Klasa A-6 – do 1600 cm3
| Msc | Kierowca        | Samochód             | Punkty |
| --- | --------------- | -------------------- | ------ |
| 1   | Piotr Gadomski  | Fiat Cinquecento 900 | 15     |
| 2   | Janusz Damentko | Toyota Corolla GTi   | 9      |
| 3   | Jacek Sikora    | Fiat Cinquecento 900 | 6      |

### Klasa A-5[1]
Klasa A-5 – do 1300 cm3
| Msc | Kierowca            | Samochód             | Punkty |
| --- | ------------------- | -------------------- | ------ |
| 1   | Ireneusz Wrzesiński | Peugeot 205 Rallye   | 27     |
| 2   | Aleksander Bubel    | Fiat Cinquecento 900 | 10     |
| 3   | Dariusz Gałecki     | Łada 2105            | 6      |

### Klasa A-0[1]
Klasa A-0 – do 1000 cm3
| Msc | Kierowca              | Samochód             | Punkty |
| --- | --------------------- | -------------------- | ------ |
| 1   | Jacek Sikora          | Fiat Cinquecento 900 | 9      |
| 2   | Piotr Gadomski        | Fiat Cinquecento 900 | 6      |
| 3   | Włodzimierz Pawluczuk | Fiat Cinquecento 900 | 4      |

### Klasa N-4[1]
Klasa N-4 – powyżej 2000 cm3
| Msc | Kierowca          | Samochód                 | Punkty |
| --- | ----------------- | ------------------------ | ------ |
| 1   | Robert Herba      | Mitsubishi Lancer Evo II | 30     |
| 2   | Wiesław Stec      | Ford Escort RS Cosworth  | 25     |
| 3   | Andrzej Chojnacki | Ford Escort RS Cosworth  | 19     |

### Klasa N-3[1]
Klasa N-3 – do 2000 cm3
| Msc | Kierowca            | Samochód            | Punkty |
| --- | ------------------- | ------------------- | ------ |
| 1   | Janusz Kulig        | Opel Kadett GSi 16V | 39     |
| 2   | Michał Rej          | Nissan Sunny GTi    | 32     |
| 3   | Waldemar Malinowski | Opel Kadett GSi 16V | 15     |

### Klasa N-2[1]
Klasa N-2 – do 1600 cm3
| Msc | Kierowca             | Samochód        | Punkty |
| --- | -------------------- | --------------- | ------ |
| 1   | Piotr Cekiera        | Honda Civic VTi | 39     |
| 2   | Włodzimierz Skrodzki | Honda Civic VTi | 30     |
| 3   | Cezary Zaleski       | Honda Civic     | 22     |

### Puchar Cinquecento / Klasa A-PCA[1]
Puchar Cinquecento (kl. A-PCA) – samochody Fiat Cinquecento Abarth przydzielane zawodnikom drogą losowania. Nie posiadały one homologacji i dlatego nie były uwzględniane w międzynarodowych klasyfikacjach rajdów.
| Msc | Kierowca       | Samochód                | Punkty |
| --- | -------------- | ----------------------- | ------ |
| 1   | Jacek Sikora   | Fiat Cinquecento Abarth | 33     |
| 2   | Mariusz Ficoń  | Fiat Cinquecento Abarth | 30     |
| 3   | Damian Gielata | Fiat Cinquecento Abarth | 17     |

### Klasyfikacja zespołów sponsorskich[1]
| Msc | Zespół                 | Punkty |
| --- | ---------------------- | ------ |
| 1   | Mobil Motor Rally Team | 36     |
| 2   | Rafineria Czechowice   | 27     |